# Internetový marketing
Internetový marketing neboli marketing na internetu anebo také on-line marketing je v českých odborných knihách definován různými způsoby.
Někdy je za internetový marketing označován i e-marketing, nebo elektronický marketing. Ale toto označení není správné, protože e-marketing zahrnuje veškerý elektronický marketing, tedy včetně internetového marketingu, mobilního marketingu, online televize. Do budoucna to může být i přímá komunikace domácí ledničky s on-line obchodem. Internetový marketing v současné době v elektronickém marketingu zaujímá největší podíl.
Další pojem, který je v souvislosti s internetovým marketingem používán, je e-business. E-businessem je nazývána obchodní aktivita, která probíhá prostřednictvím informačních technologií a zahrnuje digitální online komunikaci, online výzkum, ale také online marketing.
A posledním důležitým termínem, který není stále přesně používán, je termín online reklama. V užším pojetí jde o stejný termín jako internetová reklama. V širším pojetí zahrnuje veškerou reklamu, která se šíří jakýmikoliv elektronickými kanály (médii), tedy je to i mobilní reklama, reklama vztažená k místu – GPS, internetová reklama.

## Co je to elektronický marketing, e-marketing
Elektronický marketing, tj. e-marketing, zahrnuje veškeré marketingové aktivity, které probíhají prostřednictvím elektronických zařízení (vyjma TV a rádia). Patří sem internetový marketing, mobilní marketing (mobilní telefony, PDA), position marketing (GPS, auto-navigace), online TV. Do budoucna bude marketing hrát svou roli i v komunikaci domácí ledničky s elektronickým obchodem.
V prvním desetiletí 21. století se elektronický marketing a klasický marketing rozlišuje. Dá se očekávat, že dojde ke spojení těchto dvou větví a „e-čko“ u e-marketingu, e-businessu zmizí. Spolu s rozšiřováním internetu a rozšiřováním multimediálních prostředků se začalo s využíváním internetového videa jako skvělého propagačního kanálu a také se začal používat termín virální marketing.

## Využití internetu v marketingu
Při internetovém marketingu, je třeba znát možnosti, které v rámci propagace internet nabízí. Pro každý druh podnikání se například nehodí všechny druhy propagačních kanálů. Dnešní internetový marketing se zaměřuje z velké části na Google vyhledávač tzv. SEO (optimalizace webové stránky pro internetové vyhledávače), samotné webové stránky, sociální sítě jako je Facebook, Instagram, Youtube, LinkedIn, Twitter (a reklamy na těchto sociálních sítích), Pinterest, PPC reklamy (pay per click) na platformě Google Ads a dále také e-mail marketing. Reklamy jsou záměrně směřovány na ta místa na internetu, kde lidé ve svém běžném životě každodenně tráví nejvíce času. Každé zaměření internetového marketingu má dostupné široké množství nástrojů, pomocí kterých se aktivity dají optimalizovat a automatizovat. Používání správných nástrojů online marketingu redukuje čas nutný k vykonání aktivit, zlepšují vaši pozici vs. konkurence a máte možnost vybudovat lepší vztahy se zákazníky (social listening, management komunity). 
Google Ads – reklamy na Googlu, díky kterým může každý oslovit své publikum. Reklamy PPC (pay-per-click), u kterých inzerent platí za kliknutí, mohou mít na Googlu různé podoby. Tyto reklamy každý může pohromadě spravovat pomocí účtu Ads, kde lze jednoduše vytvářet jednotlivé kampaně a sestavy.
- Search – reklama ve vyhledávači, která se zobrazuje v prvních nebo posledních řádcích výsledků vyhledávání. Stejně jako ostatní reklamy, je patřičně označena a vztahuje se k vyhledávanému tématu. Vyhledávací síť funguje na základě klíčových slov. Inzerent platí za prokliknutí reklamy a pozice zobrazení je rozhodována aukcí.
- Display – tyto reklamy mohou mít mnoho podob. Zobrazují se na partnerských webech googlu (včetně YouTube), v elektronické poště Gmail a v mobilních aplikacích. Jedná se o bannerové reklamy různých podob - bannery v obsahové síti a na webech, bannery s dynamickým obsahem, více interaktivní vyskakující lightbox nebo první řádky v Gmailové poště. U těchto reklam se platí za prokliknutí, tisíc zobrazení nebo interakci. Reklama se zobrazí, když uživatel splňuje kritéria cílení. Kategorie cílení jsou: geografické, demografické, jazykové, dle zařízení, umístění, témat, klíčových slov, zájmů nebo remarketingu.
- Shopping – reklama se zobrazí společně s reklamou ve vyhledávací síti a výsledky vyhledávání. Při vyhledávání produktů, google uživateli vybere nabídky, které jsou podle něj nejrelevantnější a zobrazí mu je. Zdrojem pro google je produktový feed (seznam produktů načtený z databáze eshopu při vytváření reklamy).

Vždy je třeba tvořit reklamy aby byly co nejvíce relevantní a volit správné cílení jako jsou klíčová slova a kritéria publika. Čím více specifikací se použije na výsledné publikum, tím bude sice menší, ale zvýší se šance výsledné konverze (např. nákupu), a inzerent nebude zbytečně platit za zobrazování reklamy těm, kteří neprojeví žádný zájem.
Facebook – používá jej již polovina České republiky, a mnozí na něm tráví opravdu značné množství času. To je skvělá příležitost oslovit na téhle sociální síti pomocí reklamy široké publikum. Facebookové reklamy se spravují pomocí Business Manager rozhraní, které je přístupné každému kdo vlastní uživatelský účet a spravuje nějakou stránku na facebooku. Pomocí správce reklam, lze vytvářet mnoho typů reklam. Rozhraní je velice intuitivní, tudíž uživatele navede na správnou cestu, který typ propagace zvolit dle efektu, který od toho očekává.
- Povědomí – v úplných začátcích, je třeba o sobě dát vědět. K tomu slouží reklamy Povědomí o značce a Dosah, které cílí na co největší publikum, které by pro daného inzerenta mohlo být relevantní.
- Zvažování – výzva publika k určité interakci, ať už se jedná o zvýšení návštěvnosti, nainstalování aplikace, zhlédnutí videa apod.
- Konverze – a nakonec jde již o to, cílit na takovou část publika, která má zájem o konečnou konverzi (např. nakoupit).

Facebookové reklamy se mohou zobrazovat mezi vybranými příspěvky nebo také v pravém postranním sloupci. Mohou mít podobu jednoho obrázku, více rotujících obrázků, videa nebo také prezentace. Je třeba také myslet na to, že jinak se reklamy zobrazují na počítačové obrazovce a jinak na displeji chytrých mobilních telefonů.

## Cílení
Při vytváření reklam je třeba řídit se potřebným marketingovým modelem, jedním z nich je model See Think Do Care, který rozděluje cílovou skupinu do čtyř fází (např. dle fáze nákupu). Podle takového rozdělení, je třeba aby inzerent na každou takovou skupinu používal jiné metody reklamy.
- SEE - potenciální lidé, kteří by mohli mít někdy zájem, ale zatím nemají ani povědomí o tom, že danou věc by mohli potřebovat. Takovou skupinu publika je nejlepší zaujmout zajímavými články, obrázky nebo videi zejména na sociálních sítí, aby měli potřebu si o dané věci zjistit více, protože jim nějak utkvěla v paměti.
- THINK - lidé, kteří již uvažují o pořízení potenciálního produktu/služby, ale ještě nemají přesnou představu. Této skupině je třeba nabídnout více informací, recenze spokojených zákazníků, nebo třeba například věrnostní program. Přesvědčit je o tom, proč právě náš produkt/služba je to, čemu by měli dát přednost.
- DO - lidé, kteří jsou rozhodnutí ihned koupit produkt/službu, ví přesně co chtějí, ale už srovnávají jen dle cen či jiné přidané hodnoty. V tomto případě je důležité takovýmto lidem, nabídnout opravdu nějakou přidanou hodnotu, více je kontaktovat zajímavými nabídkami, protože u nich je šance k uskutečnění nákupu největší.
- CARE - naši zákazníci, kteří u nás již nakoupili. Jak už napovídá i název této fáze, je důležité se o své zákazníky starat, aby měli proč se k nám vracet nebo naopak doporučovat produkt/službu dál. Aby se zákazník cítil dobře, je na místě snažit si s ním vybudovat určitý druh vztahu - například jeho registrace do systému, přístup k novinkám a objednávkám, věrnostní program atp.

Další strategie se podobně například volí i na tu skupinu lidí, kteří již zboží vložili do košíku, ale nákup nedokončili.

## Důležité pojmy
SEO (optimalizace pro vyhledávače) je soubor technik, které usilují o získání návštěvnosti webu skrze neplacené výsledky vyhledávání. Webové stránky jsou vytvářeny a dále optimalizovány mj. tak, aby je vyhledávače na dotazy vyhledávajících umisťovaly co nejvýše.
PPC (platba za kliknutí) – Ve vyhledávačích se zobrazuje jako sponzorovaný textový odkaz většinou o 3 řádcích. V obsahové síti jako textová, bannerová nebo video reklama. PPC (pay-per-click) program Seznamu se jmenuje Sklik a Googlu AdWords. PPC je termín zažitý pro celé inzertní programy.
Reklama v obsahové síti (kontextová reklama) – Obvykle ji nabízí PPC systémy - jelikož spolupracují i s majiteli webů, mohou odkazy zobrazit i mimo samotné vyhledávače. Inzerent může využít různé typy cílení (AdWords, ostatní systémy jen základní typy cílení): cílení na tematické kategorie, zájmy uživatele, kontextové cílení, cílení na konkrétní servery nebo podle předchozí akce uživatele (remarketing).
Display/bannerová reklama je nejznámější formou internetové reklamy. Bannery mohou mít různé formáty/rozměry (nejčastěji se používá cca 8 rozměrů statických, či pohyblivých obrázků). Nejlépe se hodí na brand building, inzerci výhodných nabídek a zaujetí uživatele vizuálním obsahem. Bannery dnes často najdeme umístěné i na malých webech.
Cenové porovnávače zboží (Heuréka.cz, Zboží.cz, Hledejceny.cz) umožňují porovnat ceny výrobků a ověřit kvalitu e-shopů (nejznámější je Ověřeno zákazníky od Heuréky). Platí se metodou PPC. Návštěvnost z cenových porovnávačů se vyznačuje vyšším konverzním poměrem. 
E-mailing je internetovou obdobou direct mailu. Seznamy e-mailových adres jsou na prodej a existují firmy, které se specializují na rozesílání hromadných mailů. Nejčastěji se setkáváme s obchodními sděleními (newsletter) a nevyžádanými e-maily (spam).
Social media/Sociální sítě (Facebook.com, Lidé.cz, Líbímseti.cz, Linked.in, Twitter, Google+, Foursquare) umožňují kromě bannerové reklamy také komunikovat s „fanoušky“ a do jisté míry sledovat jejich chování. Facebook například neustále rozvíjí statistické informace, které provozovatelům FB stránek nabízí.

## Různé definice
- „… využívání služeb internetu pro realizaci či podporu marketingových aktivit.“[5]
- „Marketing na internetu (on-line marketing) je kvalitativně nová forma marketingu, která může být charakterizována jako řízení procesu uspokojování lidských potřeb informacemi, službami nebo zbožím pomocí internetu.“[6]
- „Marketing na internetu je aplikace internetu a příbuzných digitálních technologií za účelem dosažení marketingových cílů.“[7]